# Dismorphia cubana
Espèce
Le Dismorphia cubana est un insecte lépidoptère de la famille des Pieridae, de la sous-famille des Dismorphiinae et du genre Dismorphia.

## Taxonomie
Dismorphia cubana a été décrit par Gottlieb August Wilhelm Herrich-Schäffer en 1862 sous le nom de Leptatis cubana.

### Noms vernaculaires
Dismorphia cubana se nomme Cuban Dismorphia en anglais.

## Description
Dismorphia cubana est un papillon de couleur marron roux et orange avec les antérieures marron roux ornées d'une barre jaune pâle séparant l'apex et d'une bande orange allant de l'aire basale à l'aire postmédiane. Les ailes postérieures sont orange bordées de marron.

## Biologie

### Période de vol
Il vole en juillet. 

## Écologie et distribution
Dismorphia cubana est présent uniquement à Cuba.

### Biotope
Il ne réside que dans la partie montagneuse de l'ile de Cuba

### Protection
Pas de statut de protection particulier.

## Philatélie
Ce papillon figure sur une émission de Cuba de 1965 (valeur faciale : 2 c.).